# كيث وارد
كيث وارد (بالإنجليزية: Keith Ward)‏ هو فيلسوف بريطاني، ولد في 22 أغسطس 1938 في هكسهام ‏ في المملكة المتحدة.